# DBC Ballerup
DBC Ballerup, tidligere Dansk Bicycle Club, er en dansk cykelklub med fokus på banecykling, der er hjemmehørende i Ballerup Super Arena. Den blev grundlagt 7. maj 1881, og er verdens ældste og blandt de største i Danmark målt på medlemstal.
Klubben var ejer af Ordrupbanen.

## Fusion med DCR Ballerup
Den 1. maj 2022 blev Dansk Bicycle Club fusioneret med Dansk Cykle Ring Ballerup (DCR Ballerup). DCR var stiftet i 1890, og var verdens andenældste cykelklub. Ved fusionen blev det nye navn DBC Ballerup, og der skulle fokus på både bane- og landevejscykling.

## DBC-Ballerup Cycling Team Junior

### 2025
(foreløbig trup)
| Trup 2025                      | Trup 2025          | Trup 2025                           | Trup 2025 |
| Rytter                         | Fødselsdag         | Seneste hold                        |           |
| ------------------------------ | ------------------ | ----------------------------------- | --------- |
| Collin Lund                    | 27. september 2007 | Zealand Cycling-Kuehne+Nagel (2024) |           |
| Bertram Stitz                  | 1. december 2007   | Zealand Cycling-Kuehne+Nagel (2024) |           |
| Christian Emil McGovern        | 16. november 2008  | DBC Ballerup (2024)                 |           |
| Julius Nielsen                 | 10. maj 2007       | DBC Ballerup (2024)                 |           |
| Nikolai Kristof Simon Gersager | 2008               | DBC Ballerup (2024)                 |           |
| Emil Wulff Hougaard            | 2008               | Køge Cykel Ring (2024)              |           |
|                                |                    |                                     |           |
| Kilde: ProCyclingStats         |                    |                                     |           |

## Udmærkelser
- Årets Talent i dansk cykelsport (2020)[4]